# Carbonadium
Carbonadiul era un metal rezistent, radioactiv, cu mult mai puternic decât oțelul, dar mai maleabil și mai ieftin decât adamantiul . Datorită maleabilității sale, carbonadiul a fost mai puțin durabil decât Adamantium adevărat , dar totuși aproape indestructibil. Metalul a fost dezvoltat în URSS . 
Omega Red avea bobine de carbonadiu prin care își putea transmite capacitatea de a drena energiile vieții. Carbonadiul era extrem de radioactiv și obiectele compuse din el s-au dovedit a încetini accelerarea factorilor de vindecare, cum ar fi Wolverine . Singurul dispozitiv care putea opri această radiație a fost sintetizatorul de carbonadiu , care fusese ascuns pe corpul decedat al unui agent dublu care a murit când Echipa X a furat-o și a scăpat de Omega Red în timpul ultimei lor misiuni. 
Mai recent, sintetizatorul de carbonadiu a fost preluat de Dracula , care a însărcinat Omega Red să se infiltreze în Krakoa și să-l ademenească pe Wolverine la una dintre ascunzătoarele lui Dracula din Paris , pentru a le permite soldaților lui Dracula să fure sângele lui Wolverine. Odată gata, sângele lui Wolverine a fost apoi transferat lui Dracula, permițându-i acum să supraviețuiască atunci când este expus la lumina zilei. Misiunea sa încheiată, Omega Red a primit sintetizatorul de carbonadiu, deși Dracula l-a avertizat că există un detonator ascuns în interiorul acestuia, deoarece încă îl folosea.